# Pseudorus holcocephalinus
Pseudorus holcocephalinus är en tvåvingeart som beskrevs av Nelson Papavero 1976. Pseudorus holcocephalinus ingår i släktet Pseudorus och familjen rovflugor. Inga underarter finns listade i Catalogue of Life.